# 4569 Baerbel
4569 Baerbel este un asteroid din centura principală, descoperit pe 15 aprilie 1985 de Carolyn Shoemaker.